# Olivier Messiaen
Olivier Eugène Prosper Charles Messiaen (ur. 10 grudnia 1908 w Awinionie, zm. 27 kwietnia 1992 w Clichy) – francuski kompozytor, organista i pedagog; z zamiłowania ornitolog.
W wieku 11 lat wstąpił do konserwatorium paryskiego, gdzie studiował grę na organach i kompozycję, a wśród jego nauczycieli znaleźli się: Paul Dukas, Maurice Emmanuel, Charles-Marie Widor i Marcel Dupré. W 1931 został głównym organistą kościoła Św. Trójcy w Paryżu i pozostał na tym stanowisku przez 61 lat. Do najsłynniejszych jego studentów należeli Pierre Boulez, Yvonne Loriod (została drugą żoną kompozytora), Karlheinz Stockhausen, Iannis Xenakis, Gerard Grisey, George Benjamin i Betsy Jolas.
Do największych kompozytorskich dokonań Messiaena należał, zaliczany także do najwspanialszych dzieł muzycznych XX wieku Quatuor pour la fin du temps (Kwartet na koniec czasu) skomponowany przez niego w czasie uwięzienia w niemieckim obozie jenieckim Stalag VIII A w Görlitz w 1940. Prawykonanie kwartetu na fortepian, klarnet, skrzypce i wiolonczelę miało miejsce w tym samym obozie. Instrumentalistami byli sam Messiaen i trzej jego obozowi towarzysze. Charakterystycznymi dla twórczości Messiaena były utwory organowe.

## Życie i twórczość

### Młodość i okres studiów

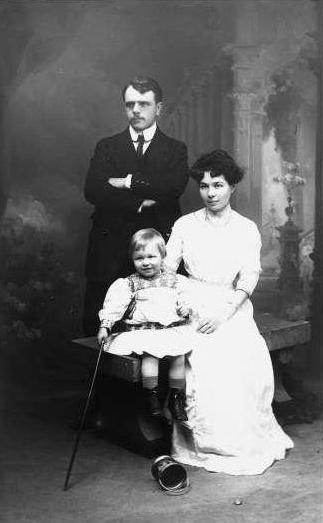
Messiaen z rodzicami, 1910

Olivier Eugène Prosper Charles Messiaen urodził się w Awinionie we Francji w rodzinie literatów. Był starszym z dwóch synów Cécile Sauvage – poetki i Pierre’a Messiaena – nauczyciela języka angielskiego, który dokonywał przekładów sztuk Williama Szekspira na język francuski.
Po wybuchu I wojny światowej, kiedy Pierre Messiaen został zmobilizowany, Cécile Messiaen przeniosła się wraz z synami do swojego brata w Grenoble. To właśnie tam Messiaen zafascynował się dramatem, recytując bratu Szekspira przy pomocy wykonanego w domu zabawkowego teatrzyku z przezroczystym horyzontem z celofanu. W tym czasie Messiaen przyjął również wiarę katolicką. Później spędzał wiele czasu w Alpach, w Dauphiné, gdzie posiadał dom zbudowany na południe od Grenoble, skomponował tam wiele utworów.
Pobierał lekcje fortepianu, lecz już wcześniej sam zaczął naukę gry na nim. Interesował się muzyką kompozytorów francuskich takich jak Claude Debussy i Maurice Ravel, prosił także o operowe wyciągi fortepianowe w ramach prezentu gwiazdkowego. W tym czasie zaczął komponować. W 1918 ojciec rodziny wrócił z wojny i rodzina przeprowadziła się do Nantes. Jeden z jego nauczycieli, Jehan de Gibon, podarował mu partyturę opery Debussy’ego Peleas i Melisanda, którą Messiaen określił jako „piorun z jasnego nieba” i „utwór mający prawdopodobnie najbardziej znaczący wpływ na mnie”. Następnego roku Pierre Messiaen otrzymał posadę nauczycielską w Paryżu. Olivier wstąpił do Konserwatorium Paryskiego w roku 1919, w wieku lat 11.
W Konserwatorium Messiaen bardzo szybko poczynił postępy. W roku 1924, w wieku lat 15 został nagrodzony w dziedzinie harmonii, jego nauczycielem był wówczas Jean Gallon. W roku 1926 zdobył pierwszą nagrodę w zakresie kontrapunktu i fugi, a w roku 1927 zdobył pierwszą nagrodę w kategorii akompaniamentu fortepianowego. Po studiach u Maurice’a Emmanuela zdobył pierwszą nagrodę w kategorii historii muzyki w roku 1928. Tam zainteresował się rytmiką antycznej Grecji i egzotycznymi modi. Po ujawnieniu dużych zdolności improwizatorskich rozpoczął naukę gry na organach u Marcela Dupré i został spadkobiercą tradycji wielkich organistów francuskich (Marcel Dupré studiował pod kierunkiem Charlesa-Marie Widora i Louisa Vierne’a, Vierne z kolei był uczniem Césara Francka). Messiaen zdobył pierwszą nagrodę także w kategorii organów i improwizacji organowej w roku 1929. Po roku studiowania kompozycji u Widora, jesienią roku 1927, znalazł się w klasie nowo zatrudnionego w Paryskim Konserwatorium Paul Dukasa, który zaszczepił Messiaenowi zamiłowanie do orkiestracji. W roku 1930 Messiaen zdobył pierwszą nagrodę w zakresie kompozycji.
W czasach studenckich skomponował swoje pierwsze opublikowane dzieło – osiem „Preludiów” (Préludes) na fortepian. Utwory te wykorzystują modi o ograniczonej liczbie transpozycji i rytmy palindromiczne (nazwane przez Messiaena nieodwracalnymi). Publiczny debiut Messiaena miał miejsce w 1931 roku, kiedy to została wykonana jego suita Les offrandes oubliées. Tego roku po raz pierwszy usłyszał grupę gamelanową, co zapoczątkowało jego zainteresowanie preparowanymi instrumentami perkusyjnymi.

### La Trinité, „La jeune France” i wojna
Jesienią roku 1927 Messiaen dołączył do klasy organów Dupré, który wspominał później, że Messiaen, który nie widział nigdy organowego stołu gry, usłyszał godzinne objaśnienia Dupré, który demonstrował instrument. Po tygodniu wrócił, grając Fantazję i fugę c-moll Johanna Sebastiana Bacha (BWV 562). Od 1929 Messiaen regularnie zastępował organistę Charlesa Quefa w kościele de la Sainte-Trinité. Miejsce zwolniło się w roku 1931, kiedy Quef zmarł. Dupré, Charles Tournemire i Widor poparli kandydaturę Messaena na to stanowisko. Messiaen był organistą w la Sainte-Trinité przez przeszło 60 lat.
Ożenił się ze skrzypaczką i kompozytorką Claire Delbos w 1932. Małżeństwo zainspirowało go do napisania utworów, które grała żona (Thème et variations na skrzypce i fortepian napisane w roku, w którym wzięli ślub) i które miały wyrażać ich rodzinne szczęście (cykl pieśni Poèmes pour Mi z 1936 roku, zorkiestrowane w roku 1937). Mi nazywał Messiaen swoją żonę. W roku 1937 urodził się ich syn Pascal. Podczas wojny Claire Delbos przeszła operację, po której straciła pamięć i spędziła resztę życia w ośrodku opiekującym się chorymi umysłowo. Zmarła w roku 1959.
W 1936 razem z André Jolivetem, Daniel-Lesurem i Yves’em Baudrierem, Messiaen stworzył grupę „La jeune France” („Młoda Francja”). Ich manifest atakował dominację ówczesnej muzyki paryskiej i odrzucał manifest Jeana Cocteau z roku 1918 zatytułowany Le coq et l’arlequin. Manifest propaguje „muzykę żyjącą, posiadającą siłę szczerości i artystycznej skrupulatności”.
W 1937 Messiaen otrzymał zamówienie skomponowania utworu towarzyszącego pokazom świetlno-wodnym nad Sekwaną z okazji Wystawy Światowej. W tym samym roku Messiaen zainteresował się falami Martenota, instrumentem elektronicznym, który wykorzystał w utworze Fêtes des belles eaux. Partia tego instrumentu pojawia się także w wielu innych jego utworach. W tym okresie skomponował również kilka cyklicznych utworów organowych. Opracował wersję organową swojej suity orkiestrowej L'ascension, dodając do niej nową część Transports de joie d’une âme devant la gloire du Christ qui est la sienne. Część ta należy dzisiaj do najbardziej znanych utworów kompozytora. Napisał także obszerny cykl zatytułowany La Nativité du Seigneur (Narodzenie Pana) i Les corps glorieux (Ciała pełne chwały). Finałowa toccata La Nativité, Dieu parmi nous (Bóg ponad nami) stała się kolejnym popularnym utworem Messiaena.
Na początku II wojny światowej Messiaen został powołany do Armii Francuskiej. Ze względu na słaby wzrok znalazł się w medycznych oddziałach pomocniczych. Pod Verdun dostał się do niewoli niemieckiej i trafił do obozu jenieckiego w Görlitz. W maju 1940 był uwięziony w Stalagu VIII A. Spotkał tam skrzypka, wiolonczelistę i klarnecistę – swoich współwięźniów. Napisał dla nich trio, które przerobił wkrótce na kwartet – był to Quatuor pour la fin du temps (Kwartet na koniec czasów). Pierwsze wykonanie kwartetu miało miejsce w styczniu 1941 roku. Publiczność stanowili więźniowie i straż obozowa. Sam kompozytor wykonywał partię fortepianu na pianinie znajdującym się w bardzo złym stanie technicznym. Utwór ten jest uznawany za jedno z arcydzieł muzyki XX wieku. Tytuł utworu odnosi się do Apokalipsy. Rytm i harmonia są potraktowane w nim w sposób messiaenowski – a więc odbiegający od wcześniejszych i późniejszych ujęć.

### Tristan i serializm
Niedługo po opuszczeniu obozu w Görlitz – w maju 1941 Messiaenowi zaproponowano wykładanie harmonii w Konserwatorium Paryskim. Przyjął propozycję, a stanowisko profesora harmonii w Konserwatorium Paryskim piastował aż do emerytury, na którą przeszedł w roku 1978. Swój język muzyczny opisał w dziele Technique de mon langage musical (Technika mojego języka muzycznego) opublikowanej w roku 1944. Praca ta zawiera wiele cytatów i przykładów z jego twórczości, zwłaszcza z Kwartetu. Jego studenci wspominają, że zawsze zachęcał do odnalezieniu własnej ścieżki rozwoju. Do jego studentów należeli kompozytorzy Pierre Boulez i Karel Goeyvaerts oraz pianistka Yvonne Loriod. Inni studenci to Karlheinz Stockhausen w roku 1952, Alexander Goehr w latach 1956–1957, György Kurtág w 1957, Tristan Murail w 1967–1972 i George Benjamin – w latach 70. Grecki kompozytor Iannis Xenakis został jego studentem w roku 1951. Messiaen zachęcił Xenakisa do poparcia jego techniki kompozytorskiej matematyką i architekturą.
W 1943 Messiaen napisał Visions de l’Amen (Wizje Amen) na dwa fortepiany – przeznaczone do wykonywania przez Loriod i siebie samego. Krótko po tym napisał ogromny cykl fortepianowy Vingt regards sur l’enfant-Jésus (Dwadzieścia spojrzeń na Dzieciątko Jezus) – również dla Loriod. Także dla niej napisał Trois petites liturgies de la présence divine (Trzy małe liturgie Obecności Przenajświętszej) na chór żeński i orkiestrę z bardzo trudną partią fortepianu. W ten sposób Messiaen przeniósł temat liturgii do recitalu fortepianowego i sal koncertowych.
Dwa lata po napisaniu Visions de l’Amen Messiaen skomponował cykl pieśni Harawi, pierwsze z trzech utworów zainspirowanych legendą Tristana i Izoldy. Drugie z tych dzieł, opowiadające o ludzkiej (nie boskiej) miłości było napisane na zamówienie Siergieja Kusewickiego. Zamówienie nie określało czasu trwania dzieła, ani obsady orkiestry. Tak powstała 10-częściowa Turangalîla-Symphonie. Nie jest to konwencjonalna symfonia. Stanowi raczej rozbudowaną medytację nad radością związku dwojga ludzi i nad miłością. Nie zawiera żadnych podtekstów seksualnych (jak w wypadku wagnerowskiego opracowania tego samego mitu). Messiaen wierzył, że miłość fizyczna jest darem bożym. Trzeci utwór inspirowany Tristanem to Cinq rechants na 12 śpiewaków. Kompozytor wskazuje na wpływy poezji trubadurów. Messiaen odwiedził Stany Zjednoczone w roku 1947, gdzie jego utworami dyrygowali Kusewicki i Leopold Stokowski. Jego Turangalîla-Symphonie była wykonana po raz pierwszy w Ameryce w roku 1949 pod dyrekcją Leonarda Bernsteina.
Messiaen nauczał także w klasie analizy muzycznej w Paryskim Konserwatorium. W roku 1947 uczył w Budapeszcie, a w 1949 roku w Tanglewood. Latem 1949 i 1950 roku wykładał podczas Letnich Kursów Muzycznych w Darmstadt. Nie stosował w swojej muzyce techniki dodekafonicznej, po trzech latach wykładania założeń tej techniki, w tym także analizowania dzieł Schönberga, eksperymentował ze sposobami tworzenia serii składających się z innych elementów (takich jak czas trwania, artykulacja i dynamika). Rezultatem tych poszukiwań był utwór Mode de valeurs et d’intensités na fortepian (z Quatre études de rhythme) – utwór ten jest często błędnie określany jako pierwszy utwór serialny. Miał jednak ogromny wpływ na pierwszych serialistycznych kompozytorów europejskich takich jak Pierre Boulez, Karel Goeyvaerts i Karlheinz Stockhausen. W tym okresie Messiaen eksperymentował także z muzyką konkretną.

### Śpiew ptaków i lata 60.
Kiedy w 1952 roku poproszono Messiaena o napisanie eksperymentalnego utworu dla flecisty starającego się o wstęp do Paryskiego Konserwatorium, skomponował utwór Le merle noir (Czarny kos) na flet i fortepian. Przez długi czas fascynował się śpiewem ptaków – imitacje ich śpiewu pojawiają się już w jego wczesnych dziełach (w La Nativité, Quatuor i w Vingt regards). Utwór fletowy bazował na pieśni kosa.
Na szerszą skalę wykorzystał śpiew ptaków w utworze Réveil des oiseaux (Przebudzenie ptaków) – materiał muzyczny tego utworu opiera się na odgłosach wydawanych przez ptaki pomiędzy północą a południem w górach Jura. W tym okresie Messiaen rozpoczął włączanie śpiewu ptaków do wszystkich swoich kompozycji, w kilku z nich śpiew ptaków jest najważniejszym elementem utworu, co jest również zasygnalizowane w tytule (zbiór 13 utworów na fortepian zatytułowany Catalogue d’oiseaux (Katalog ptaków) ukończony w roku 1958 i La fauvette des jardins z roku 1971). Messiaen był daleki od transkrybowania ptasich odgłosów na instrumenty muzyczne. Dzieła te są wyszukanymi poematami dźwiękowymi ewokowanymi przez miejsce i jego atmosferę. Lecz równocześnie podawał w nutach dokładnie, jaki ptak był dla niego inspiracją, a Robert Fallon, porównując nagrania ptasich śpiewów dokonane przez Messiaena z odpowiednimi fragmentami w Oiseaux exotiques, stwierdził, że są one w 2/3 zgodne.
Pierwsza żona Messiaena zmarła w roku 1959 po długiej chorobie. W 1961 roku kompozytor poślubił pianistkę Yvonne Loriod. Rozpoczął podróże, brał udział w wydarzeniach muzycznych i przysłuchiwał się śpiewowi ptaków – dzikich i egzotycznych. Loriod niekiedy towarzyszyła mężowi w studiach nad śpiewem ptaków – wspólnie przechadzając się po lesie i dokonując nagrań magnetofonowych. W 1962 roku odwiedzili Japonię – to właśnie tam muzyka gagaku i teatr nō zainspirowały kompozytora do napisania Szkiców japońskich i Sept haïkaï, które zawierają stylizacje i imitacje tradycyjnej muzyki japońskiej i tradycyjnych japońskich instrumentów.
Uznanie Messiaena wzrastało. W 1959 został Komandorem Legii Honorowej, a w 1966 otrzymał tytuł i stanowisko profesora kompozycji w Konserwatorium Paryskim.

### La Transfiguration,Święty Franciszeki inne
Kolejnym dziełem Messiaena była ogromnych rozmiarów La Transfiguration de Notre Seigneur Jésus-Christ. Utwór obejmuje 100-osobowy chór, 7 instrumentów solowych i wielką orkiestrę. Składa się z 14 części, które stanowią medytację nad przemienieniem Jezusa Chrystusa.
W roku 1971 Opera Paryska zamówiła u niego operę. Przystał na zamówienie w roku 1975 – tak powstał Święty Franciszek z Asyżu (Saint-François d’Assise). Operę napisał do własnego libretta w latach 1979–1983. Messiaen myślał o tym dziele bardziej jako o spektaklu niż o operze. Po raz pierwszy wykonano je w roku 1983. Niektórzy mówili o tym dziele jako o pożegnaniu kompozytora. W roku 1984 opublikował ogromną kolekcję utworów organowych Livre du Saint Sacrement.
W 1977 został laureatem prestiżowej duńskiej Nagrody Fundacji Muzycznej Léonie Sonning.
Latem 1978 Messiaen zrezygnował z pracy w konserwatorium. W 1985 roku otrzymał Nagrodę Kioto w dziedzinie sztuki i filozofii, zaś W 1987 został odznaczony Krzyżem Wielkim Legii Honorowej.

## System skal

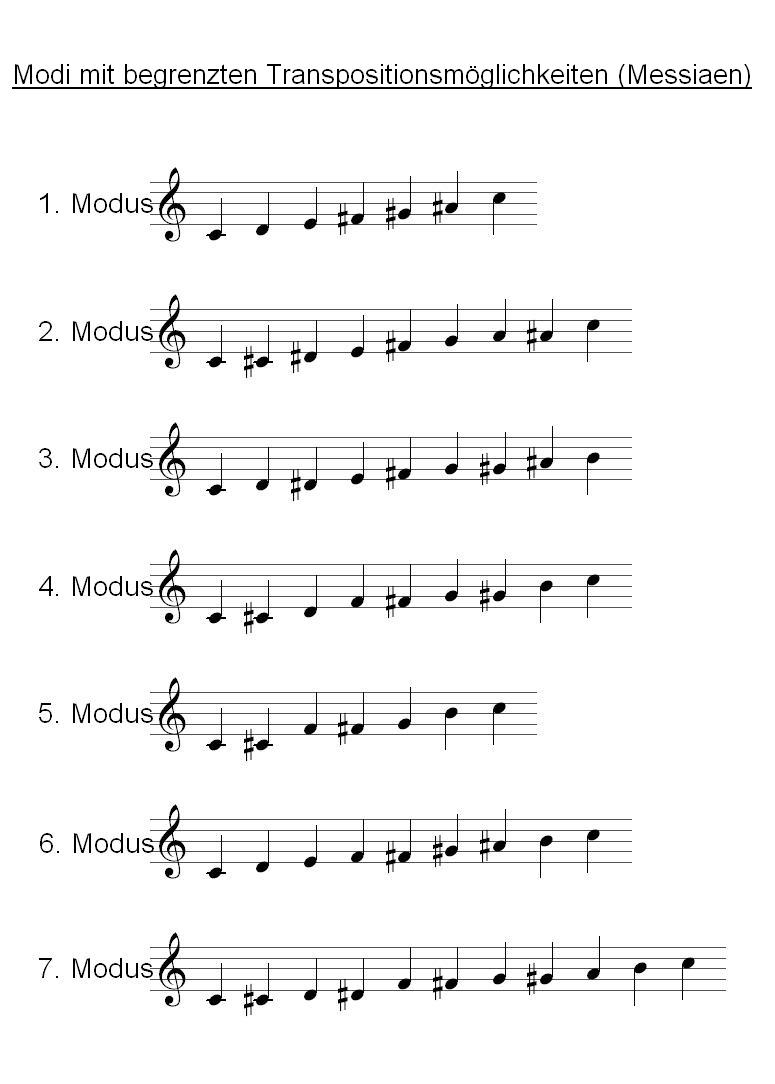
Modi Messiaena

Kompozytor stworzył swój własny język harmoniczny. Podstawą w utworach Messiaena jest system 7 modi, czyli skal. Zbudowane są one z następstw interwałów powtarzanych po dwa lub trzy razy. Ponieważ w wyniku tej powtarzalności skale można transponować co najwyżej 6 razy, kompozytor nazwał je „modi o ograniczonej transpozycyjności”.
Modi niejednokrotnie mogły budzić skojarzenie z tradycyjnymi skalami dur lub moll, i była to jedna z przyczyn szybkiej i stosunkowo szerokiej popularności muzyki Messiaena. W odróżnieniu od ówczesnej awangardy, utwory te brzmiały „tradycyjnie”.
Kompozytor opisał swoją koncepcję harmoniki w traktacie Technique de mon language musical (Technika mojego języka muzycznego, 1944).

## Rytmika
Messiaen był przeciwnikiem tradycyjnej, europejskiej rytmiki opartej na stałym metrum i miarowości. Interesowały go rytmy swobodne, z nierównych wartości. Stworzył system rytmów opartych przede wszystkim o stopy wzorowane na starogreckiej poezji oraz o rytmy hinduskie. Podobnie jak w przypadku skal, również i w tych formułach rytmicznych charakterystyczną cechą jest ich symetryczność, a więc identyczność bez względu na to, czy wykonuje się je od przodu, czy od tyłu. Dlatego Messiaen nazwał je „rytmami nieodwracalnymi”. W formułach tych Messiaen wprowadza nieregularności, zaburzające wyjściową symetrię, najczęściej wstawiając w strukturę rytmiczną krótką wartość rytmiczną lub pauzę albo wydłużając jedną z wartości pierwotnego rytmu przez użycie kropki przy nucie. Wartość rytmiczną deformującą symetrię struktury kompozytor nazywał „dodaną”.

## Kompozycje
| Lata pracy     | Tytuł dzieła                                                 | Gatunek (obsada)                                                                           |
| -------------- | ------------------------------------------------------------ | ------------------------------------------------------------------------------------------ |
| 1928 -1960     | Le banquet céleste, for organ, I/1                           | Utwór organowy                                                                             |
| 1928 -1929     | Preludes, cykl ośmiu, I/2                                    | Utwór fortepianowy                                                                         |
| 1930           | Diptyque, I/3                                                | Utwór organowy                                                                             |
| 1930           | Mélodies, trzy pieśni, I/4                                   | Pieśń na sopran i fortepian                                                                |
| 1930           | La Mort du nombre, for soprano, tenor, violin & piano, I/6   | Pieśń na sopran, tenor, skrzypce i fortepian                                               |
| 1931           | Le Tombeau resplendissant, I/7                               | Utwór orkiestralny                                                                         |
| 1932           | Apparition de l’église éternelle I/8                         | Utwór organowy                                                                             |
| 1932 -1947     | Hymne (au Saint Sacrement), I/9                              | Utwór orkiestralny                                                                         |
| 1932           | Theme and Variations, I/10                                   | Duet na skrzypce i fortepian                                                               |
| 1932           | Fantaisie burlesque, I/11                                    | Miniatura fortepianowa                                                                     |
| 1932 -1933     | L’ Ascension, 4 meditations, I/12a                           | Utwór orkiestrowy                                                                          |
| 1932 -1933     | L’ Ascension, I/12b                                          | Utwór organowy                                                                             |
| 1935           | La Nativité du Seigneur, 9 meditations, I/14                 | Utwór organowy                                                                             |
| 1930           | Les Offrandes oubliées, méditations symphoniques, 15/a       | Utwór orkiestralny                                                                         |
| 1930           | Les Offrandes oubliées, méditations symphoniques, 15/b       | Utwór organowy                                                                             |
| 1935           | Vocalise-étude, I/15                                         | Pieśń na sopran i organy                                                                   |
| 1935           | Pie’ce pour le tombeau de Paul Dukas, I/16                   | Utwór fortepianowy                                                                         |
| 1936 -1937     | Poe’mes pour Mi, I/17a                                       | Pieśń na sopran i fortepian                                                                |
| 1936 -1937     | Poe’mes pour Mi, I/17b                                       | Pieśń na sopran i orkiestrę                                                                |
| 1937           | O sacrum convivium!, I/18                                    | Pieśń na sopran i fortepian                                                                |
| 1938           | Chants de terre et de ciel, I/19                             | Pieśń na głos i fortepian                                                                  |
| 1939           | Le Corps glorieux, I/20                                      | Utwór organowy                                                                             |
| 1940 -1941     | Quatuor pour la fin du temps, I/22                           | Kwartet skrzypce, wiolonczela, klarnet i fortepian                                         |
| 1943           | Rondeau, I/24                                                | Rondo na fortepian                                                                         |
| 1943           | Visions de l’Amen, I/25                                      | Duet Fortepianowy                                                                          |
| 1943 -1944     | Trois petites liturgies, I/26                                | Utwór sakralny na chór żeński. fortepian, fale Martenota, perkusję i instrumenty smyczkowe |
| 1944           | Vingt regards sur l’enfant Jésus, I/27                       | Cykl utworów fortepianowych                                                                |
| 1945           | Harawi, I/28                                                 | Pieśń na sopran i fortepian                                                                |
| 1948 -1990     | Turangalîla-symphonie, I/29                                  | Symfonia na monumentalny skład orkiestry, z fortepianem i falami Martenota                 |
| 1949           | Cantéyodjayâ, I/30                                           | Utwór fortepianowy                                                                         |
| 1948           | Cinq rechants, I/31                                          | Utwór na dwanaście głosów                                                                  |
| 1949 -1950     | Études de rhythme, I/32-35                                   | Etiudy fortepianowe                                                                        |
| 1949 -1950     | Messe de la Pentecôte I/36                                   | Utwór organowy                                                                             |
| 1951           | Le merle noir, I/37                                          | Sonata na flet z towarzyszeniem fortepianu                                                 |
| 1951           | Livre d’orgue, I/38                                          | Utwór organowy                                                                             |
| przed 1953     | Chant donné, I/39                                            | Utwór kameralny                                                                            |
| 1953           | Réveil des oiseaux, I/40                                     | Koncert fortepianowy                                                                       |
| 1955 -1956     | Oiseaux exotiques, for piano, 11 winds & 7 percussion, I/41  | Koncert fortepianowy z towarzyszeniem 11 instrumentów dętych i perkusji                    |
| 1956 -1958     | Catalogue d'oiseaux (7 zeszytów), I/42                       | Cykl utworów na fortepian                                                                  |
| 1959 -1960     | Chronochromie, I/43                                          | Utwór orkiestralny                                                                         |
| 1960           | Verset pour la Fête de la Dédicace, I/44                     | Utwór organowy                                                                             |
| 1963           | Monodie, I/45a                                               | Utwór organowy                                                                             |
| 1962           | Sept hai „kai”, for piano, I/45                              | Koncert fortepianowy z towarzyszeniem 13 instrumentów dętych, 8 skrzypiec i 7 perkusji     |
| 1963           | Couleurs de la cité céleste, I/46                            | Utwór na fortepian z towarzyszeniem 13 instrumentów dętych i 6 perkusji                    |
| 1963 -1964     | Et exspecto resurrectionem mortuorum, I/47                   | Utwór na 34 instrumenty dęte i 3 perkusje                                                  |
| 1965 -1969     | La Transfiguration de Notre-Seigneur Jésus-Christ, I/48      | Sakralna muzyka na chór i orkiestrę                                                        |
| 1969           | Méditations sur le myste’re de la Sainte Trinité, I/49       | Utwór organowy                                                                             |
| 1970           | La Fauvette des jardins, I/50                                | Utwór fortepianowy                                                                         |
| 1971 -1974     | Des Canyons aux étoiles I/51                                 | Koncert fortepianowy                                                                       |
| 1975 -1983     | Saint François d’Assise, I/52                                | Opera                                                                                      |
| 1984           | Livre du Saint-Sacrement, I/53                               | Utwór organowy                                                                             |
| 1985           | Petites esquisses d’oiseaux (6 utworów), I/54                | Koncert fortepianowy                                                                       |
| 1986           | Un Vitrail et des oiseaux, I/55                              | Utwór orkiestralny                                                                         |
| 1987           | La Ville d’en haut, I/56                                     | Utwór orkiestralny                                                                         |
| 1989           | Un Sourire, I/57                                             | Utwór orkiestralny                                                                         |
| 1991           | Piece, I/58                                                  | Kwintet fortepianowy                                                                       |
| 1945           | Chant des Déportés, I/60                                     | Sakralna muzyka na chór i orkiestrę                                                        |
| 1988 -1992     | Eclairs sur l’au-delá, I/61                                  | Utwór orkiestralny                                                                         |
| 1990 -1992     | Concert a’ quatre, for flute, cello, piano & orchestra, I/62 | Koncert na flet, skrzypce i fortepian z orkiestrą                                          |
| 1917           | La Dame de Shalott, II/1                                     | Utwór fortepianowy                                                                         |
| 1921           | Ballades (2) de Villion, II/2                                | Pieśń na głos i fortepian                                                                  |
| 1923           | Les seins coupés de Ste. Agathe                              | Utwór organowy                                                                             |
| 1925           | La tristesse d’un grand ciel blanc, II/3                     | Utwór fortepianowy                                                                         |
| 1927           | Esquisse modale, II/4                                        | Utwór organowy                                                                             |
| 1928           | Fugue d-moll, II/5                                           | Wariacja organowa                                                                          |
| 1928           | Variations écossaises, II/6                                  | Utwór orkiestralny                                                                         |
| 1928           | Le banquet eucharistique, II/7                               | Utwór organowy                                                                             |
| 1928           | L’hôte aimable des âmes, II/8                                | Utwór orkiestralny                                                                         |
| 1930           | Simple chant d’une âme, II/9                                 | Utwór orkiestralny                                                                         |
| 1931           | Fugue sur un sujet de Georges Hüe, II/10                     | Utwór kameralny                                                                            |
| 1931           | L’ensorceleuse, II/11                                        | Kantata                                                                                    |
| 1933           | Fantasie, II/12                                              | Duet skrzypce i fortepian                                                                  |
| 1933           | Mass, for 8 sopranos & 4 violins, II/13                      | Msza na 8 sopranów i 4 skrzypiec                                                           |
| 1937           | Fe^te des belles eaux, II/14                                 | Muzyka elektroniczna na 6 fal Martenota                                                    |
| 1938           | Monodies (2) en quarts de ton, II/15                         | Muzyka elektroniczna mikrotonowa na fale Martenota                                         |
| 1941           | Choeurs pour une Jeanne d’Arc II/16                          | Sakralna muzyka na chór                                                                    |
| 1942           | Musique de sce’ne pour un Oedipe, II/17                      | Muzyka elektroniczna na fale Martenota                                                     |
| 1986           | Chant (dans le style Mozart)                                 | Sonata na klarnet                                                                          |
| ca. 1930 -1935 | Offrande au Saint-Sacrement                                  | Utwór organowy                                                                             |
| 1937           | Oraison                                                      | Muzyka elektroniczna na fale Martenota                                                     |
| 1964           | Prélude                                                      | Utwór fortepianowy                                                                         |